# Vietnamella
Vietnamella (лат.) — род подёнок, единственный ныне живущий род в составе семейства Vietnamellidae, включающего также род Burmella из бирманского янтаря. 3 вида.

## Описание
Аутапоморфии рода и семейства: два пары выступов на голове, модифицированные мандибулы, узкие нижние челюсти с несколькими щетинками, округлые задние крылья. Плезиоморфии: семь пар жаберных пластинок, крупные задние крылья. Строение ротовых частей, головы и передних бёдер говорит о том, что нимфы Vietnamella могут манипулировать субстратом и соскребать с него кормовые частицы.

## Систематика
Подёнки длиной около 2 см, зеленовато-коричневого цвета. Род Vietnamella был впервые установлен в 1972 году советским энтомологом и палеонтологом Черновой О. А. (Москва) для вида Vietnamella thani Tshernova, 1972, обнаруженного во Вьетнаме. Некоторые его виды были первоначально описаны из Китай в составе рода Ephemerellina Lestage, 1924 (Wang & McCafferty 1995; McCafferty & Wang 1997). Таксон имеет сложную таксономическую историю. Первоначально его включали в состав семейства Ephemerellidae (Чернова 1972; Allen 1980, 1984), или рассматривали как трибу в состав Teloganodidae
(Edmunds & Murvosh 1995; McCafferty & Wang 1997), или, вместе с родом Austremerella  Riek, 1963, в составе семейства Austremerellidae (McCafferty & Wang 2000), которое позднее было переименовано в Vietnamellidae Хаббардом (Hubbard, 2002), и окончательно как принадлежащее к монотипическому семейству Vietnamellidae по мнению Якобус и МакКафферти (Jacobus & McCafferty, 2006), так как род Austremerella был выделен в своё отдельное монотипическое семейство Austremerellidae. Род Vietnamella считается близко родственным к австралийскому роду Austremerella МакКафферти и Уангом (McCafferty & Wang, 1997, 2000). Но другие авторы, например, Клюге (Kluge, 2004) и Якобус и МакКафферти (Jacobus & McCafferty, 2006) с этим не соглашаются. Нимфы и имаго Austremerella были описаны в 1963 году (Riek, 1963) и в 2013 году (Suter & Mynott, 2013) соответственно.
- Vietnamella ornata (Tshernova, 1972)[6]

- Vietnamella sinensis (Hsu, 1936)[7]
  - =Ephemerella sinensis  Hsu, 1936
  - =Vietnamella dabieshanensis  You & Su, 1987
  - =Vietnamella qingyuanensis  Zhou & Su, 1995
  - =Vietnamella qingyuanensis  McCafferty & Wang, 1997
  - =Vietnamella guadunensis  Zhou & Su, 1995

- Vietnamella thani Tshernova, 1972[6]